# Paul Grimault
Paul Grimault (* 23. března 1905, Neuilly-sur-Seine, Francie - 29. března 1994, Le Mesnil-Saint-Denis, Francie) byl francouzský animátor a režisér.
Mezi Grimaultova nejvýznamnější filmová díla patří Král a pták (Le Roi et l'oiseau) z roku 1980 nebo krátkometrážní snímky Le Petit Soldat („Malý vojáček“) a La flûte magique („Magická flétna“). Více jeho krátkých animovaných příběhů bylo v roce 1988 zkompilováno v celovečerním - částečně hraném, částečně animovaném - filmu Spiritistický stoleček (La Table tournante).